# 五陵
五陵是《汉书》中所指的汉朝皇帝建立在五陵原上的五座陵墓：
- 长陵（高帝刘邦）
- 安陵（惠帝刘盈）
- 阳陵（景帝刘启）
- 茂陵（武帝刘彻）
- 平陵（昭帝刘弗陵）

共有九座西汉帝陵由西到东分布在渭水北咸阳北部的五陵原上，东到高陵县，北接泾阳县，南达渭河北岸，东西45公里。但是常以以上五陵并称。
五座帝陵边形成了长陵邑，安陵邑、阳陵邑、茂陵邑和平陵邑，均为汉政府迁豪族于关中皇陵周围加强统治而成，成为长安的卫星城市群。“与乎州郡之豪杰，五都之货殖，三选七迁，充奉陵邑。”于是“五陵年少”在后世成为了豪侠少年的代名词。陵邑的规模相当大，部分达几万户之多。